# Micaela Ramazzotti

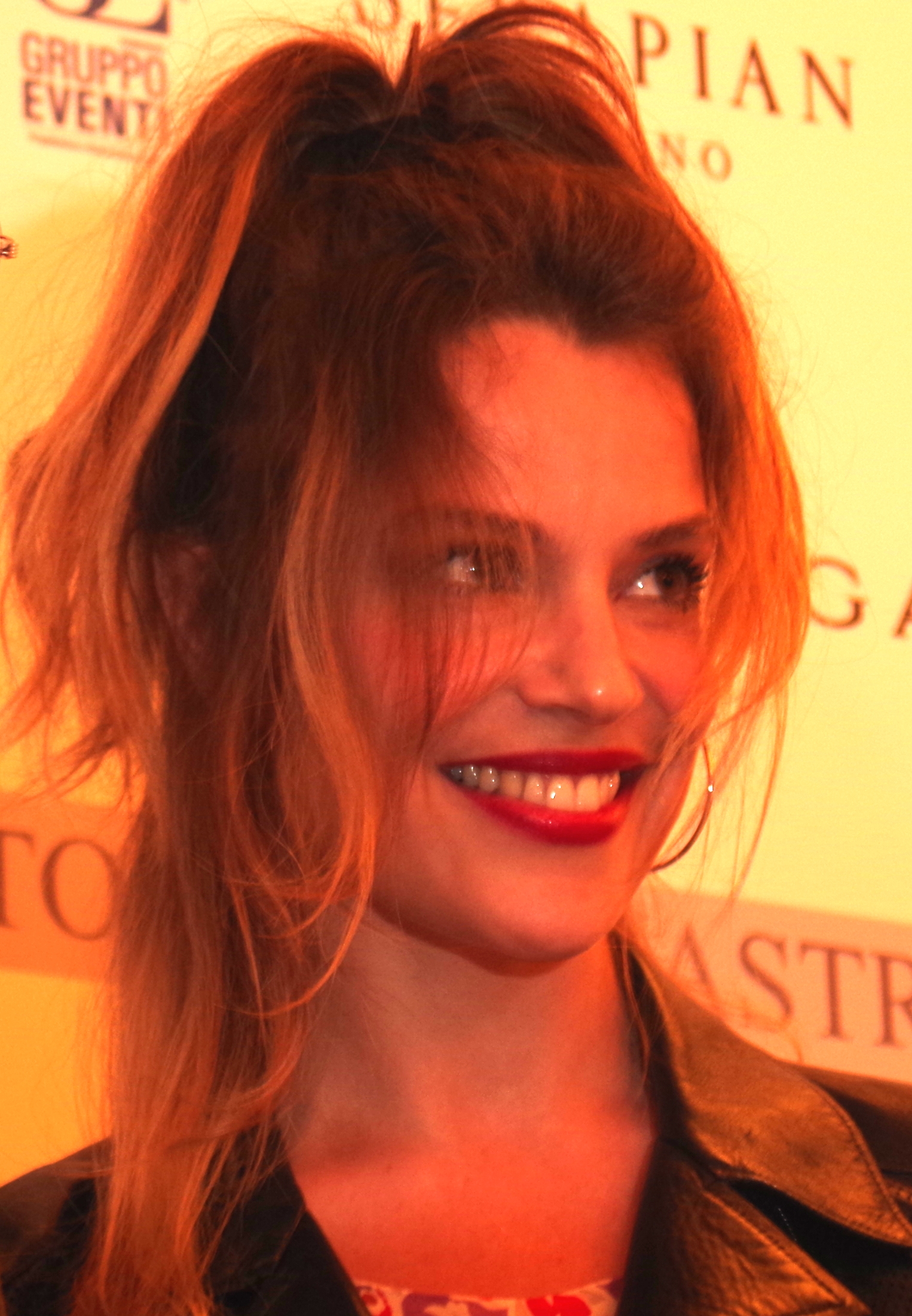
Micaela Ramazzotti (2014)

Micaela Ramazzotti (* 17. Januar 1979 in Rom) ist eine italienische Filmschauspielerin.

## Leben
Micaela Ramazzotti wurde bereits als Teenager in Fotoromanen abgelichtet. Ende der 1990er Jahre begannen ihre ersten Einsätze in Film und Fernsehen. 2000 hatte sie ihre erste Hauptrolle in Zora der Vampir. Ihren Durchbruch als Schauspielerin hatte sie in Das ganze Leben liegt vor Dir von Paolo Virzì, wo sie für ihre Nebenrolle der „Sonia“ erstmals für den David di Donatello und den Ciak d’oro nominiert wurde.
Für ihre Nebenrolle in Eine Frage des Herzens (2009) wurde sie mit dem Filmpreis Ciak d’oro als beste Nebendarstellerin geehrt. Den Preis David di Donatello und den Nastro d’Argento für die beste Schauspielerin hat sie im Jahr 2010 für Die erste schöne Sache (La prima cosa bella) erhalten. Für Eine Wohnung für Drei (2012) wurde sie mit einem Nastro d’Argento geehrt, ebenso für die Filme Ein italienischer Name (2015) und Die Überglücklichen (2016).

## Privatleben
Micaela Ramazzotti ist seit dem 17. Januar 2009 mit dem Regisseur, Produzent und Drehbuchautor Paolo Virzì verheiratet. Gemeinsam haben sie zwei Kinder.

## Filmografie
- 1999: La prima volta
- 1999: Vacanze di Natale 2000
- 2000: Zora der Vampir (Zora la Vampira)
- 2001: Commedia sexy
- 2001: Vento di primavera: Innamorarsi a Monopoli
- 2003: Blindati (Fernsehfilm)
- 2005: Gli occhi dell'amore
- 2006: Il mio amico Babbo Natale 2
- 2006: Machen Sie keine Pläne für heute Abend (Non prendere impegni stasera)
- 2008: Das ganze Leben liegt vor Dir (Tutta la vita davanti)
- 2008: L’ultimo padrino
- 2009: Ce n'è per tutti
- 2009: Eine Frage des Herzens (Questione di cuore)
- 2010: La prima cosa bella
- 2012: Bellas mariposas
- 2012: Das große Herz der Mädchen (Il cuore grande delle ragazze)
- 2012: Eine Wohnung für drei (Posti in piedi in paradiso)
- 2013: Anni felici – Barfuß durchs Leben (Anni felici)
- 2014: Dunkler als Mitternacht (Più buio di mezzanotte)
- 2015: Ich tötete Napoleon (Ho ucciso Napoleone)
- 2015: Ein italienischer Name (Il nome del figlio)
- 2016: Qualcosa di nuovo
- 2016: Die Überglücklichen (La pazza gioia)
- 2017: Una famiglia
- 2017: La tenerezza
- 2018: Una storia senza nome
- 2018: Ti presento Sofia
- 2019: Vivere
- 2020: Auf alles, was uns glücklich macht (Gli anni più belli)
- 2020: Maledetta primavera
- 2021: Naufragi
- 2021: 7 donne e un mistero
- 2022: Der Schatten von Caravaggio (L’ombra di Caravaggio)
- 2023: The Good Mothers
- 2023: Felicità
- 2025: 30 notti con il mio ex